# Leyland Motors
Leyland Motors Limited (později známý jako Leyland Motor Corporation) byl britský výrobce osobních automobilů, nákladních automobilů, autobusů a trolejbusů. Společnost vstoupila do oblasti výroby osobních automobilů akvizicemi automobilek Triumph (1960) a Rover (1967). To dalo později jméno celé korporaci, když se Leyland Motors spojil v roce 1968 s automobilkou British Motor Holdings a vytvořil tak korporaci British Leyland Motor Corporation. Když vláda podnik v roce 1975 znárodnila, rozhodla v roce 1978 o změně názvu na konečné British Leyland. British Leyland pak ještě změnil svůj název na jednoduchou zkratku BL a nakonec v roce 1986 na Rover Group.
Ačkoli různé podniky vyrábějící automobily byly nakonec po částech rozprodány nebo zanikly kvůli problémovým manažerským zásahům, častým stávkám a finančním problémům BL a jeho nástupců (Mini a Jaguar Land Rover jsou jediné přeživší organizace z celého koncernu), původní podnik Leyland Trucks stále existuje jako dceřiná společnost amerického výrobce nákladních vozidel Paccar.